# بوسيدا كبير السنابل
بوسيدا كبير السنابل (الاسم العلمي:Bucida macrostachya) هو نوع من النباتات يتبع جنس البوسيدا من الفصيلة القمبريطية.